# Musculus craniomandibularis internus
Musculus craniomandibularis internus, mięsień 0md1 – mięsień wchodzący w skład głowy i aparatu gębowego owadów.
Jeden z mięśni żuwaczkowych. Początek swój bierze na brzusznej, bocznej i/lub grzbietowej części puszki głowowej i/lub przednich ramionach tentorialnych. Kończy się łącząc ze ścięgnem przyczepionym do środkowej krawędzi żuwaczki.
U górczyków mięsień ten wychodzi z dużych obszarów części tylno-grzbietowej i tylno-bocznych puszki głowowej. Kończy się przyczepiając do ścięgna adduktora.